# Rancho de González, Guanajuato
Rancho de González är en ort i Mexiko.   Den ligger i kommunen Abasolo och delstaten Guanajuato, i den centrala delen av landet, 290 km nordväst om huvudstaden Mexico City. Rancho de González ligger 1 705 meter över havet och antalet invånare är 115.
Terrängen runt Rancho de González är platt åt sydväst, men åt nordost är den kuperad. Runt Rancho de González är det ganska tätbefolkat, med 72 invånare per kvadratkilometer. Närmaste större samhälle är Cuerámaro, 10,1 km sydväst om Rancho de González. Trakten runt Rancho de González består till största delen av jordbruksmark.